# Компаниченко, Тарас Викторович
Тарас Викторович Компаниченко (укр. Тарас Вікторович Компаніченко; род. 14 ноября 1969, Киев) — украинский культурный деятель, кобзарь, бандурист и лирник, руководитель музыкальной группы «Хорея Казацкая». Заслуженный артист Украины (2008). Народный артист Украины (2019).

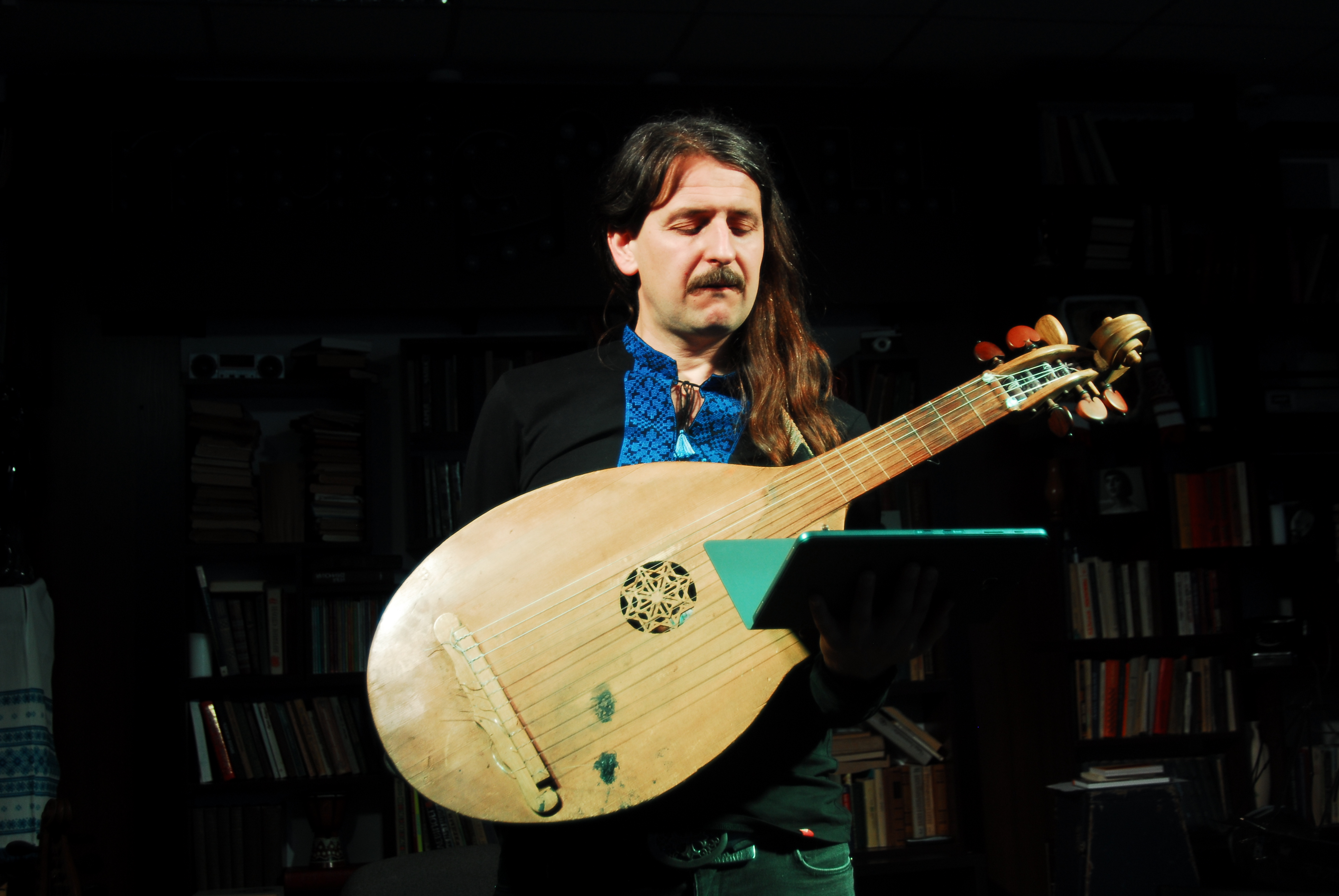
Тарас Компаниченко в Мелитополе

## Биография

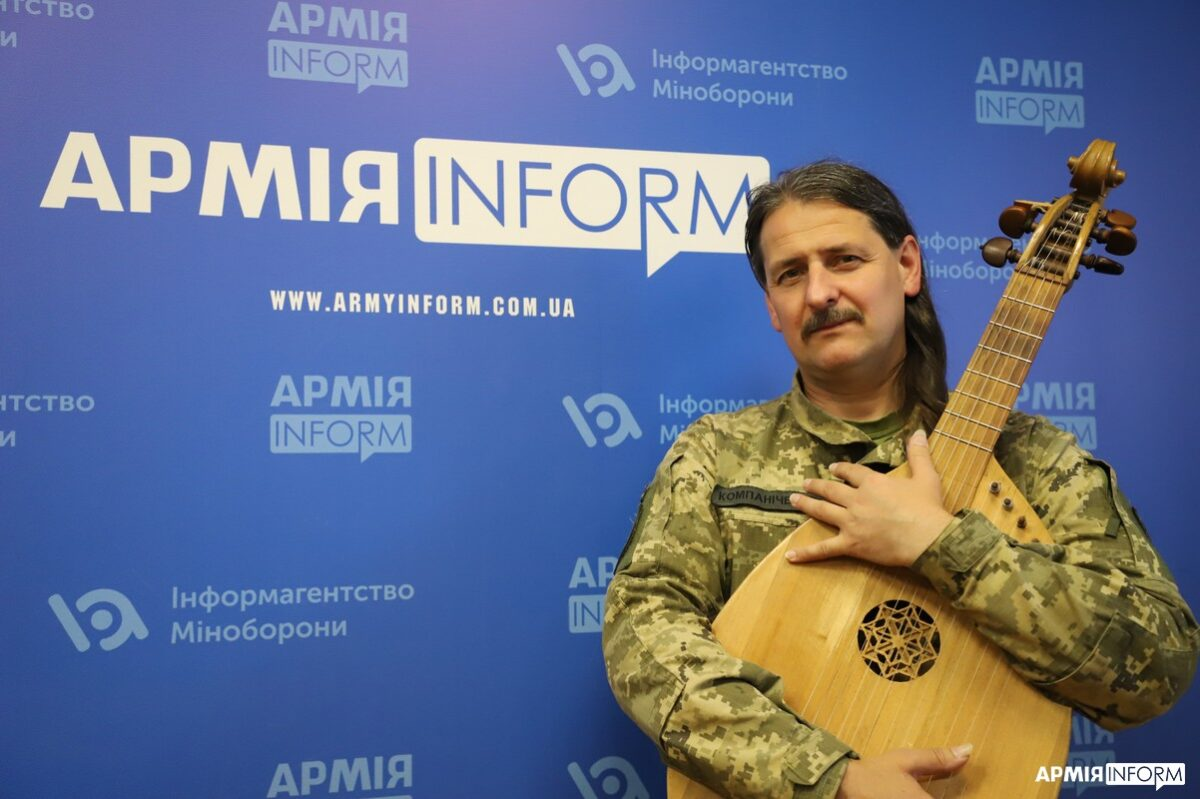
Тарас Компаниченко, август 2023 года

Из семьи депортированных казаков Деркачовки Лебединского уезда — мать выросла в ссылке в Архангельской области, куда принудительно увезли её семью.
Родители, кандидаты технических наук, прилагали все усилия, чтобы сын вырос в украинской среде. Когда Тарас был маленьким, отец подарил ему бандуру, с которой парень уже не расставался.
Детство проходило в районе Академгородок в Киеве. Учился в средней школе № 200 — одной из немногих школ Киева с украинским языком преподавания, из которого вышли многие деятели украинской культуры; параллельно — в музыкальной школе (по классу бандуры).
Впоследствии учился в Косовском училище прикладного и декоративного искусства, после — во Львовском институте прикладного искусства (на факультете искусствоведения — у Якима Запаска, Владимира Овсийчука, Маи Билан). Впоследствии перевелся в Киев в Украинскую академию искусств, где слушал лекции Платона Белецкого.
С конца 1980-х годов — в национальном движении, член Союза Независимой Украинской Молодежи (СНУМ), близкий товарищ Дмитрия Корчинского.
Участник многих показательных выступлений на бандуре ещё во времена СССР. В 1990-х прибегает к систематической реконструкции традиционного кобзарско-лирницкого репертуара в сопровождении кобзы Остапа Вересая, старосветской бандуры и колёсной лиры.
Значительную часть репертуара составляют эпические произведения: думы, старинные канты Почаевской лавры, так называемые запорожские песни, казацкие псалмы, рыцарские песни, невольничьи плачи, богомольные песни, набожные псалмы и канты, духовная и светская лирика. Созданные в позднем средневековье памятники музыки и литературы частично дошли до наших дней в устной традиции (иногда сохранились в рукописном или печатном сборнике) и дедовских песнях.

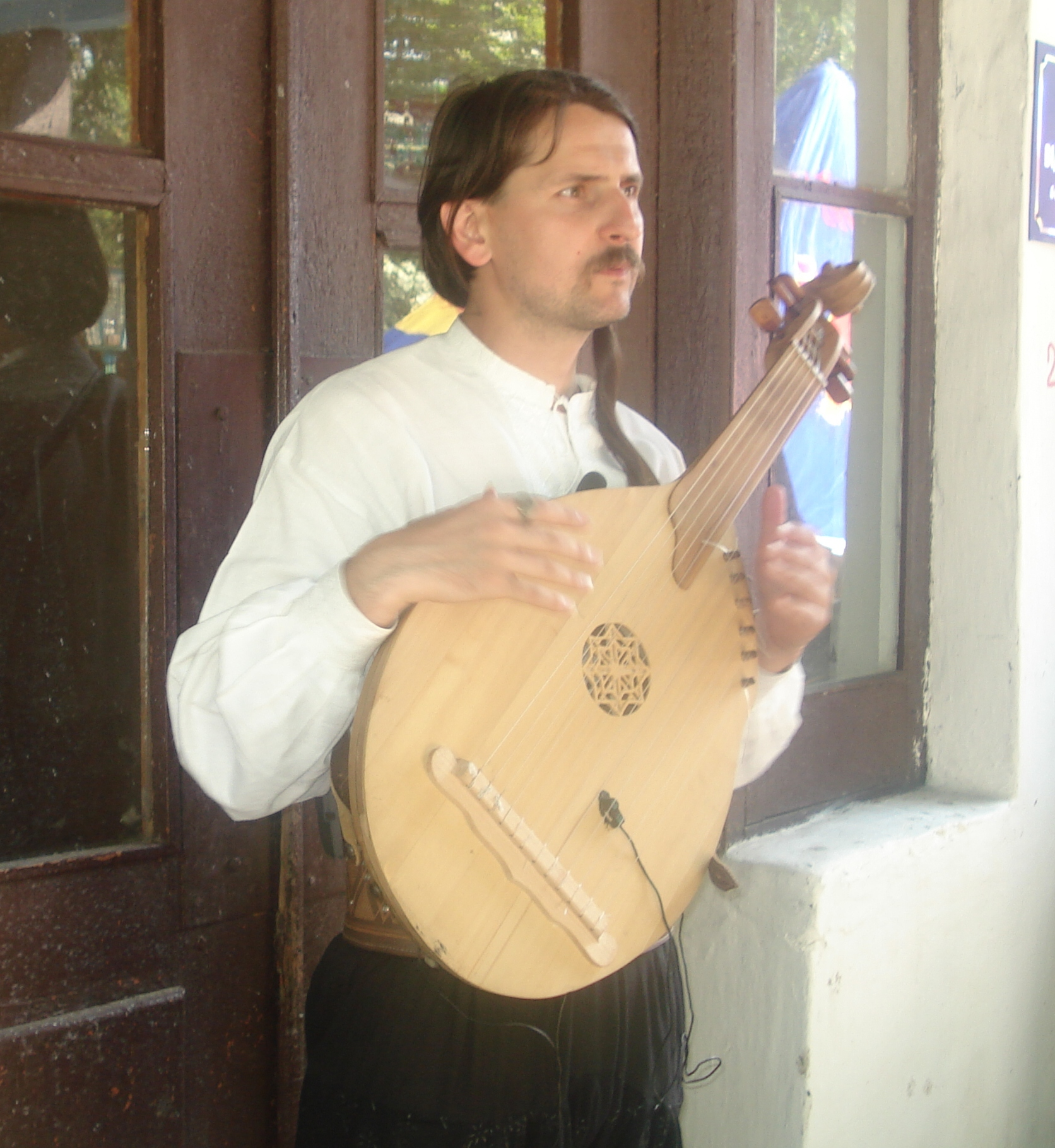
Тарас Компаниченко, 9 июля 2009 года в селе Шаповаловка на праздновании 350-летия Конотопской битвы

Кроме слепецкого, старцевского или дедовского репертуара, исполняет (как руководитель ансамбля Хорея Казацкая) памятники старинной музыки и литературы Руси-Украины XV—XVIII веков и произведения на слова поэтов XVI—XVIII столетий: Демьяна Наливайко, Даниила Братковского, Иоанна Величковского, Феофана Прокоповича, Стефана Яворского, Григория Сковороды.
Участвует в популярных фестивалях: «Країна мрій», «Трипольский круг». В 2002 году принял участие в общественном паломничестве к местам массовых захоронений украинской интеллигенции — к урочищу Сандармох и Соловецким островам.
Член Центрального Провода Республиканской платформы .
Композитор и актёр в фильме Павла Когута «Посттравматическая рапсодия».
С 2018 года ведет передачу «Хорея Казацкая» на UA: Радио Культура .
В 2019 году песня Т. Компаниченко «Всегда Украина будет» (укр. «Завжди Україна буде») стала одним из саундтреков к фильму «Несокрушимые» (укр. «Незламні») 2019 года.

### Участие в двух «Майданах»
Компаниченко — активный участник Оранжевой революции 2004 года, во время которой много выступал на главной сцене Площади Независимости в Киеве.
26 октября 2012 года музыкант должен был принять участие в программе «Большая политика с Евгением Киселёвым» на телеканале Интер в поддержку Олега Тягнибока. Из-за недопущения «Свободы» в студию Компаниченко выступил под открытым небом.
Во время Евромайдана дал десятки концертов на Площади Независимости, исполнял песни военного цикла.
После начала российско-украинской войны в марте 2014-го — частый гость зоны боевых действий, где выступал перед воинами украинской армии и добровольцами. Участник волонтёрского движения. Автор ряда поэтических произведений, созданных в старосветском ключе, в частности Думы о битве на Саур-могиле (укр. Дума про битву на Савур-могилі) и песни «Да искал казак чести и славы…» (укр. «Та шукав козак чести й слави...»), посвящённых украинским воинам, погибшим в Иловайском котле.

## Семья
Женат на киевлянке Нине Бурмистровой. Воспитывает четырех детей — Святополка, Богуслава, Богдану и Софию.
Компаниченко — кум Олега Скрипки. Он крестил сына Олега — Романа, а Скрипка стал крёстным отцом дочери Тараса Софии.